# یوکان (پنسیلوانیا)
یوکان (به انگلیسی: Yukon) یک منطقهٔ مسکونی در ایالات متحده آمریکا است که در شهرستان وستمورلند، پنسیلوانیا واقع شده‌است. یوکان ۶۷۷ نفر جمعیت دارد.